# Caberea lata
Caberea lata är en mossdjursart som beskrevs av Busk 1852. Caberea lata ingår i släktet Caberea och familjen Candidae. Inga underarter finns listade i Catalogue of Life.